# Jarosław Jach
Jarosław Jach (Bielawa, 1994. február 17. –) lengyel válogatott labdarúgó, a Zagłębie Lubin hátvédje.

## Pályafutása

### Klubcsapatokban
Jach a lengyelországi Bielawa városában született. Az ifjúsági pályafutását a Pogoń Pieszyce csapatában kezdte, majd a Lechia Dzierżoniów akadémiájánál folytatta.
2011-ben mutatkozott be a Lechia Dzierżoniów felnőtt keretében. 2013-ban az első osztályban szereplő Zagłębie Lubin szerződtette. 2018-ban az angol első osztályban érdekelt Crystal Palace-hoz igazolt. 2018 és 2021 között a török Çaykur Rizespor, a moldáv Sheriff Tiraspol és a holland Fortuna Sittard, illetve kétszer a lengyel Raków Częstochowa csapatát erősítette kölcsönben. 2022. július 1-jén hároméves szerződést kötött a Zagłębie Lubin együttesével. Először a 2022. július 15-ei, Śląsk Wrocław ellen 0–0-ás döntetlennel zárult mérkőzésen lépett pályára. Első gólját 2023. február 27-én, a Miedź Legnica ellen hazai pályán 2–1-re megnyert találkozón szerezte meg.

### A válogatottban
Jach az U20-as és az U21-es korosztályú válogatottakban is képviselte Lengyelországot.
2017-ben debütált a felnőtt válogatottban. Először 2017. november 10-én, Uruguay ellen 0–0-ás döntetlennel zárult barátságos mérkőzésen lépett pályára.

## Statisztikák
2023. március 11. szerint
| Klub                           | Szezon   | Osztály           | Bajnokság | Bajnokság | Kupa  | Kupa | Nemzetközi | Nemzetközi | Összesen | Összesen |
| Klub                           | Szezon   | Osztály           | Meccs     | Gól       | Meccs | Gól  | Meccs      | Gól        | Meccs    | Gól      |
| ------------------------------ | -------- | ----------------- | --------- | --------- | ----- | ---- | ---------- | ---------- | -------- | -------- |
| Zagłębie Lubin                 | 2013–14  | Ekstraklasa       | 2         | 0         | 0     | 0    | —          | —          | 2        | 0        |
| Zagłębie Lubin                 | 2014–15  | I Liga            | 13        | 0         | 0     | 0    | —          | —          | 13       | 0        |
| Zagłębie Lubin                 | 2015–16  | Ekstraklasa       | 13        | 2         | 1     | 0    | —          | —          | 14       | 2        |
| Zagłębie Lubin                 | 2016–17  | Ekstraklasa       | 23        | 1         | 0     | 0    | —          | —          | 23       | 1        |
| Zagłębie Lubin                 | 2017–18  | Ekstraklasa       | 17        | 1         | 3     | 0    | —          | —          | 20       | 1        |
| Zagłębie Lubin                 | Összesen | Összesen          | 68        | 4         | 4     | 0    | 0          | 0          | 72       | 4        |
| Crystal Palace                 | 2020–21  | Premier League    | 0         | 0         | 1     | 0    | —          | —          | 1        | 0        |
| Çaykur Rizespor (kölcsönben)   | 2018–19  | Süper Lig         | 5         | 0         | 3     | 1    | —          | —          | 8        | 1        |
| Sheriff Tiraspol (kölcsönben)  | 2019     | Divizia Nationala | 14        | 0         | 1     | 1    | 6          | 0          | 21       | 1        |
| Raków Częstochowa (kölcsönben) | 2019–20  | Ekstraklasa       | 24        | 2         | 3     | 0    | —          | —          | 27       | 2        |
| Fortuna Sittard (kölcsönben)   | 2020–21  | Eredivisie        | 3         | 0         | 0     | 0    | —          | —          | 3        | 0        |
| Raków Częstochowa (kölcsönben) | 2020–21  | Ekstraklasa       | 10        | 0         | 2     | 1    | —          | —          | 12       | 1        |
| Zagłębie Lubin                 | 2022–23  | Ekstraklasa       | 20        | 1         | 1     | 0    | —          | —          | 21       | 1        |
| Összesen                       | Összesen | Összesen          | 144       | 7         | 15    | 3    | 6          | 0          | 165      | 10       |

### A válogatottban
| Válogatott    | Év       | Pályára lépés | Gól |
| ------------- | -------- | ------------- | --- |
| Lengyelország | 2017     | 2             | 0   |
| Összesen      | Összesen | 2             | 0   |

## Sikerei, díjai
Zagłębie Lubin
- Lengyel Kupa
  - Döntős (1): 2013–14

- I Liga
  - Feljutó (1): 2014–15

Sheriff Tiraspol
- Moldáv Kupa
  - Győztes (1): 2018–19

- Moldáv Szuperkupa
  - Döntős (1): 2019

Raków Częstochowa
- Lengyel Kupa
  - Győztes (1): 2020–21